# アグアパネラ
アグアパネラ、アグア・デ・パネラ、アグェパネラ（スペイン語: Aguapanela、Agua de panela、Agüepanela） は、南アメリカ全域並びに中央アメリカ及びカリブ海地域の一部において広く飲まれている飲料である。サトウキビの汁を固めた黒砂糖（パネラ）(en)を溶かして作る飲料であるため、名称の直訳は「黒砂糖水」である。
南アメリカ全域を通じ、作り方にはバリエーションがあるが、コロンビア及びブラジルの一部地域においてよく飲まれており、これらの地域ではコーヒーの代替飲料として茶と同様に消費されている。エクアドル、チリ及びペルーにおいても若干のバリエーションがみられる。コロンビアでは、茶と同様に、レモンを若干加えて飲むのが一般的である。

## 作り方
アグアパネラは、パネラの小片を水に加え、小片が完全に溶けるまでかき混ぜて作る。ホットでもアイスでも、しばしばレモン又はライムとともに供される。ホットで飲む場合には、これら果汁に代えて、牛乳又はチーズを加えることがある。
コロンビアでは、しばしば、風味付けのため、水と砂糖に代えてアグアパネラを用いてブラック・コーヒーを抽出する。

## 効用
アグアパネラの効用については、オレンジジュースよりも多量のビタミンCや、ゲータレードと同量の再水和ミネラルが含有されているなどの理解に基づき、多数の説が提唱されている。また、風邪の治療に有益な飲料であると一般的に考えられている。今日では、アグアパネラは、もはやブルーカラーの飲料ではなく、コロンビアの高級カフェにおいて茶の一種として提供される飲料となっている。 
カネラソはアグアパネラにシナモンとアグアルディエンテ（サトウキビの蒸留酒）を加えたアルコール飲料である。グラスの縁に砂糖をまぶしつけるスノースタイルで供される。

## 社会経済学
パネラは比較的安価かつ地産品であるため、コロンビアの多くの農業従事者、とりわけ小作農は、カロリーの大半をパネラから得ている。タンパク質を豊富に含む肉や牛乳といった食品が希少かつ高価であるため、多くの場合、パネラ並びに少量の米及びプランテンしか入手することができないためである。このため、児童において、クワシオルコル型の栄養失調の発生率が高くなっている。コロンビア政府は、貧困層に対し、蛋白源としてダイズ粉を供給することにより、こうした状況を緩和することを試みている。